# Like Crazy
Like Crazy è un film del 2011 diretto da Drake Doremus.
Pellicola statunitense con protagonisti Anton Yelchin, Felicity Jones e Jennifer Lawrence.
Il film ha vinto il Gran premio della giuria al Sundance Film Festival del 2011, e il Premio Speciale della Giuria per l'interpretazione principale della Jones.

## Trama
Anna Gardner, una studentessa britannica di scambio che frequenta il college a Los Angeles, incontra e si innamora di Jacob Helm, uno studente americano che ricambia i suoi affetti. Dopo la laurea, Anna decide di trascorrere l'estate con Jacob piuttosto che tornare nel Regno Unito, ignara delle conseguenze del soggiorno oltre il suo visto studentesco, scaduto al momento della laurea. Dopo essere tornata a Londra per un fidanzamento familiare, Anna vola di nuovo a Los Angeles, dove le viene negato l'ingresso e rimpatriata nel Regno Unito dai funzionari dell'immigrazione.
Nonostante i suoi sforzi per fare appello contro la decisione sull'immigrazione, Anna ottiene niente altro che divieti. L'amore reciproco della coppia è messo a dura prova dalla separazione e dalla relazione a distanza.
Jacob, allora, lascia la sua attività di web designer di successo e fa visita ad Anna a Londra per alcune settimane dopo averla chiamata una notte. Lì, apprende che i genitori di Anna, Bernard e Jackie, hanno assunto un avvocato specializzato in immigrazione per cercare di ottenere la revoca del divieto. Bernard suggerisce che il matrimonio potrebbe aiutare i loro sforzi, ma Jacob è a disagio e la coppia lotta con i propri sentimenti.
Dopo che Jacob torna negli Stati Uniti, lui e Anna si separano e Jacob inizia una relazione con la sua collega Samantha. Anna cerca anche di trovare una nuova vita per se stessa, iniziando a lavorare come segretaria per una rivista, ma non riesce ad abbandonare i suoi sentimenti per Jacob. Più tardi, mentre Jacob sta parlando con un cliente dice per sbaglio ad "Anna" di mettersi al telefono, a cui risponde Samantha. Alla fine Anna chiama Jacob da Londra, ed entrambi ammettono che non troveranno mai negli altri ciò che hanno trovato l'uno nell'altro e che dovrebbero sposarsi.
Jacob rompe con Samantha e torna a Londra per sposare Anna in una piccola cerimonia con i suoi genitori come testimoni e Jacob e Anna affermano che "non permetteranno mai a nulla di distruggere i sentimenti che condividiamo l'uno per l'altra". Con un addio in lacrime, Jacob torna alla sua attività a Los Angeles mentre la coppia aspetta sei mesi prima di presentare ricorso contro il divieto del visto di Anna.
Sei mesi dopo, Jacob torna in Gran Bretagna per l'appello, ma viene respinto. Con la loro relazione compromessa e nessuna speranza di risolvere la questione del visto, Anna e Jacob iniziano a litigare tra loro per gelosia e frustrazione. Jacob torna negli Stati Uniti e riaccende la sua relazione con Samantha mentre Anna inizia a uscire con Simon. Alla fine Anna viene promossa al lavoro alla posizione di redattore, che aveva sempre desiderato. La sua vita amorosa, tuttavia, non è così positiva o appagante: si rende conto che Simon non evoca in lei gli stessi sentimenti di Jacob, che le manca ancora.
Qualche tempo dopo ad Anna viene finalmente offerto un nuovo visto. Anna invita i suoi genitori a cena per incontrare Simon, che finiscono per non apprezzare. Anna quindi lascia Simon e il lavoro e vola a Los Angeles da Jacob, che la saluta con dei fiori all'aeroporto. Jacob porta Anna a casa sua dove la raggiunge sotto la doccia. Quando l'acqua cade su di loro, ricordano ricordi più felici che avevano insieme all'inizio della loro relazione ma che ora è diventata tesa a causa delle loro indiscrezioni durante il tempo trascorso separati.

## Produzione

### Sviluppo
Il regista Drake Doremus per girare il film si è ispirato alla sua reale relazione a distanza, durata 4 anni e conclusasi col divorzio, con Desiree Pappenscheller, che all'epoca viveva a Londra mentre lui era costretto per lavoro a Los Angeles: infatti, i molti riferimenti presenti nel film, come i problemi con le leggi americane riguardo immigrazione, il matrimonio finito male, il viaggio dei 2 protagonisti sull'isola californiana di Santa Catalina, e il dono di un braccialetto sono tutte cose svolte realmente da Doremus con la sua ex moglie.
La sceneggiatura del film è stata scritta anche da Ben York Jones, anch'egli stato coinvolto, in passato, in difficili relazioni a distanza: lo schema, di appena 10 pagine, includeva ovviamente parte della trama, ma pochissimi dialoghi, per concedere agli attori la libertà di improvvisare.

### Cast
Anton Yelchin è stata subito la prima scelta del regista per il protagonista maschile, e, per instaurare un migliore rapporto tra di loro e rendere meglio poi nella realizzazione della storia d'amore, lui e Felicity Jones, scelta poi per la controparte femminile, hanno iniziato un'"intensa settimana di prove" prima dell'inizio delle riprese vere e proprie, trascorrendo "tutto il giorno e spesso anche tutta la notte" a discutere della relazione dei personaggi Anna e Jacob.

### Riprese
Like Crazy è stato girato in sole 4 settimane, tra Los Angeles, Santa Catalina e Londra, con a disposizione un budget di soli $ 200mila circa, che includeva persino il costo dei biglietti aerei per cast e troupe.

## Colonna sonora
La colonna sonora del film, uscita in formato digitale il 24 ottobre 2011, è stata composta dal musicista Dustin O'Halloran, e contiene le seguenti 14 tracce:
1. Dustin O'Halloran - Arrivals N.2 - Prologo - 1:53
2. Paul Simon - Crazy Love, Vol. II - 4:19
3. Dustin O'Halloran - We Float - 1:27
4. Dustin O'Halloran - Departures N.1 - 1:51
5. The Mary Onettes - Century - 4:37
6. Dustin O'Halloran - Fragile N.4 - 3:28
7. Figurine - Impossible - 4:10
8. Fool's Gold - Surprise Hotel - 6:48
9. M83 - I Guess I'm Floating - 1:54
10. Dustin O'Halloran - We Move Lightly - 3:08
11. Dustin O'Halloran - Opus 37 - 5:18
12. Stars - Dead Hearts - 3:28
13. Asobi Seksu - Thursday - 4:17
14. The Radio Dept. - Closing Scene - Epilogo - 4:15[8]

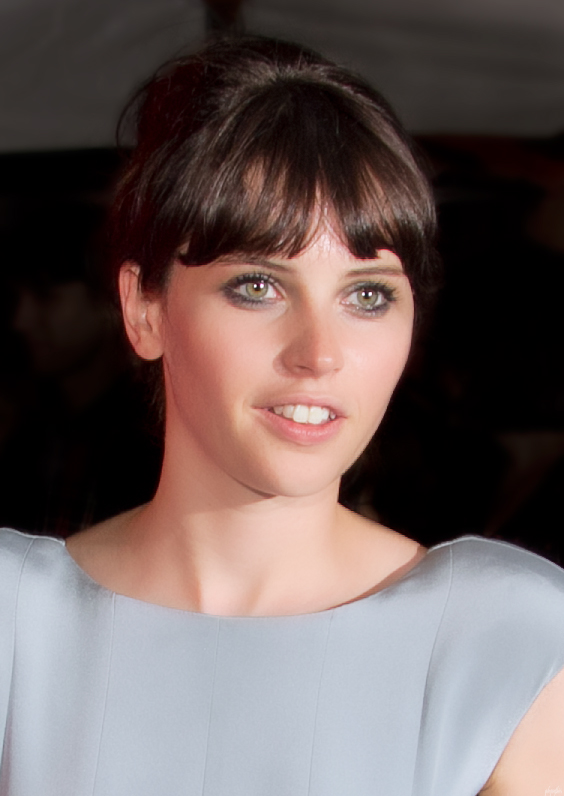
Felicity Jones per la premiere del film al Toronto International Film Festival del 2011

## Distribuzione
Dopo l'anteprima assoluta al Sundance Film Festival, avvenuta il 22 gennaio 2011, e al London Film Festival, il film è stato distribuito nelle sale cinematografiche statunitensi il 28 ottobre 2011, a cura della Paramount Vantage. In Italia viene inoltre presentato fuori concorso al Festival Internazionale del film di Roma nel 2011.

### Home media
Negli Stati Uniti, il film è stato rilasciato dalla Paramount Pictures su Blu-ray e DVD e reso disponibile per il download digitale a partire dal 6 marzo 2012, mentre nel Regno Unito dal 28 maggio dello stesso anno.

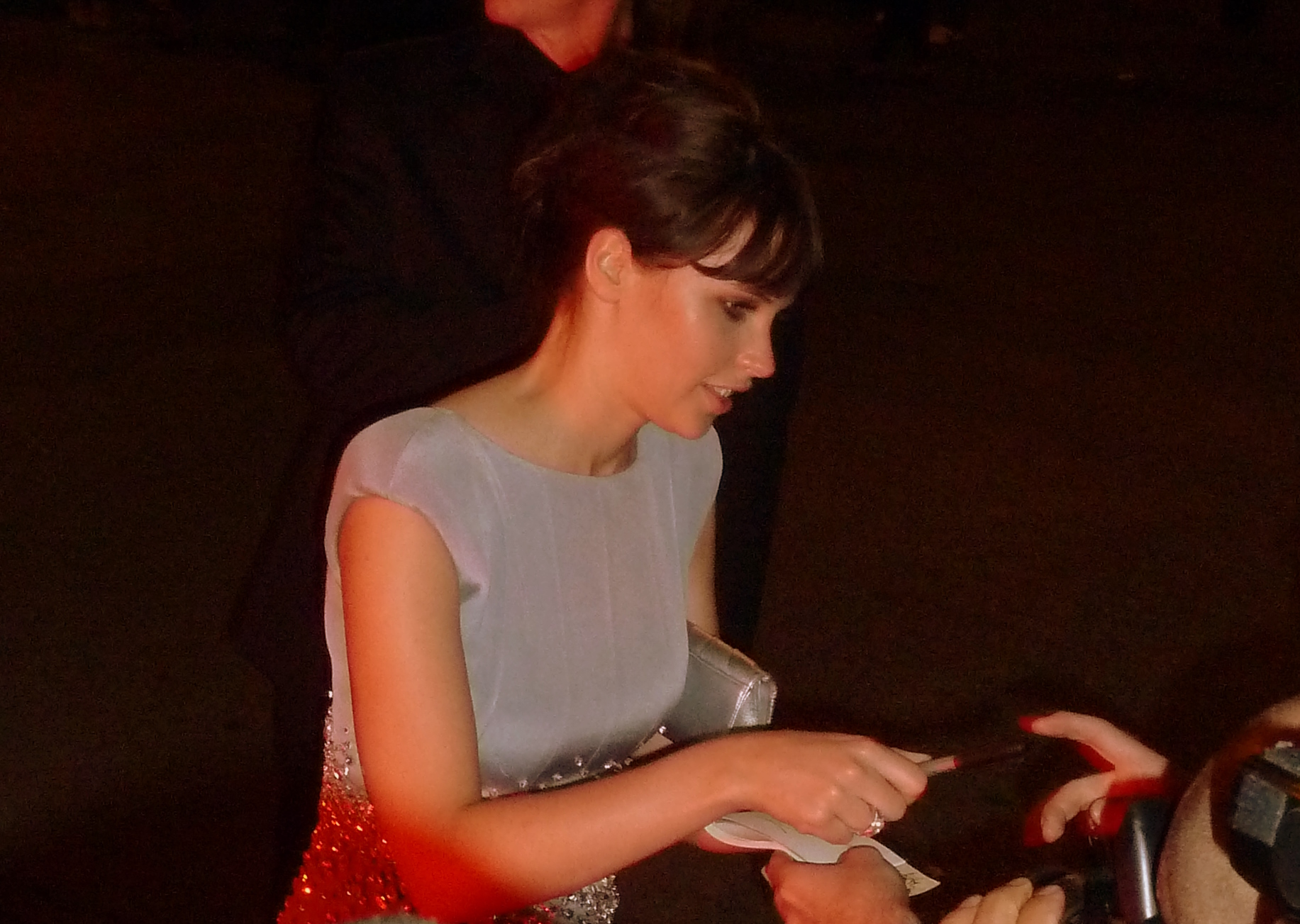
Felicity Jones alla firma degli autografi all'anteprima del film a Toronto

## Accoglienza

### Incassi
Guadagnando circa 4 milioni di dollari tra Stati Uniti e Canada, il film ha incassato un totale mondiale di soli $ 4,5 milioni.

### Critica
Like Crazy ha ricevuto recensioni generalmente molto positive: per esempio, sul sito web Rotten Tomatoes il film riceve il 72% delle recensioni professionali positive, con un voto medio di 7.6/10, basato su 155 recensioni; il consenso critico del sito afferma: "Ha i classici ornamenti mielosi di molti film romantici, ma almeno consente ai suoi personaggi di esprimersi oltre i dialoghi, creando un rapporto veramente sincero e intimo".
Anche su Metacritic il film ottiene un punteggio medio di 71 su 100 basato su 37 critiche, indicando "recensioni generalmente favorevoli".

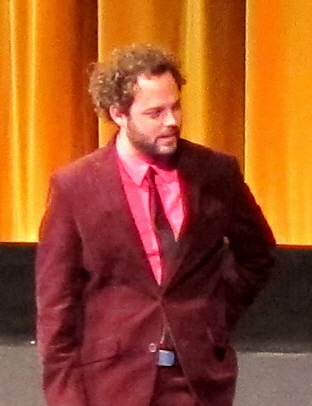
Drake Doremus durante la promozione del film al London Film Festival del 2011

Dal Wall Street Journal, il film è stato descritto come un "film indipendente intelligente e bellissimo", con elogi particolari alla fotografia di John Guleserian e le improvvisazioni dei protagonisti Anton Yelchin e Felicity Jones. Anche David Edelstein, per il New Yorker, ha affermato che il progetto di Drake Doremus è la storia d'amore "più contagiosa degli ultimi decenni", confrontando la sua "freschezza" con altri film e commedie romantiche venute ovviamente prima; su Entertainment Weekly, anche Lisa Schwarzbaum, dando al film il voto pieno "A", ha elogiato l'abilità narrativa di Doremus, nonché Yelchin e la Jones nel creare "una performance palpabile, reale e da tutti considerata perfetta per rappresentare il giovane amore in tutta la sua estasi e agonia".
Dalla statunitense Rolling Stone, Peter Travers ha assegnato al film un bel voto di 3 stelle e mezza su 4, scrivendo: "Drake Doremus ha creato una storia del primo amore fantasiosa, folle e davvero irresistibile, che fa sembrare il tutto agrodolce e incredibilmente nuovo!" e descrivendo Felicity Jones come "meravigliosa" e la controparte maschile "eccezionale". Invece il Time ha elogiato il finale aperto del film, e ha anche riportato la recensione svolta dal critico cinematografico Roger Ebert, che ha scritto: "Ho adorato lo stile indie, intelligente e aggraziato del film, anche se ho trovato la trama alquanto irrealistica."
Su Indiewire il film è stato valutato con il buon voto "B+", venendo considerato "lento, ma salvato dall'indelebile alchimia del tutto realistica tra Yelchin e Jones"; anche Variety, che ha descritto il film come "una gemma deliziosa e recitata in maniera sublime", ha elogiato in particolare il montaggio del film.
Unica recensione negativa del film è arrivata da Manohla Dargis, per il New York Times, che ha trovato la pellicola "convenzionale e scialba, nonostante i suoi sfarzi artistici e cinematografici, è artificiosa, in contrasto con il tentativo di Doremus di creare realismo."
Infine, il The Village Voice ha trovato le interpretazioni del cast principale "aggressive", descrivendo l'intero film "una storia spersa nell'astrazione".

## Riconoscimenti
- 2011 - Sundance Film Festival
  - Gran Premio della Giuria a Drake Doremus[24]
  - Premio Speciale della Giuria a Felicity Jones
- 2011 - Hollywood Film Festival[25]
  - Candidatura per il miglior film a Drake Doremus
  - Candidatura per la miglior attrice a Felicity Jones
  - Candidatura per il miglior attore a Anton Yelchin
- 2011 - Chicago Film Critics Association
  - Candidatura per il miglior regista a Drake Doremus
- 2011 - Gotham Awards
  - Miglior attrice esordiente a Felicity Jones[26]
- 2011 - National Board of Review
  - Miglior performance rivelazione a Felicity Jones[27]
- 2012 - Empire Awards
  - Miglior debutto a Felicity Jones